# Бечева
Бечева́ (рос. Бечева) — селище у складі Даровського району Кіровської області, Росія. Входить до складу Кобрського сільського поселення.
Населення становить 96 осіб (2010, 180 у 2002).
Національний склад станом на 2002 рік — росіяни 96 %.